# Una donna ha ucciso
Una donna ha ucciso è un film del 1952, diretto da Vittorio Cottafavi.

## Trama
A Napoli, subito dopo la fine della guerra, un capitano militare statunitense, Roy Prescott, frequenta una ragazza del luogo, Anna Castelli. Lei s'innamora seriamente al punto di seguirlo ovunque egli sia trasferito per dovere di servizio. Quando il militare le fa comprendere, facendole subire diverse umiliazioni, che la sua non era stata una relazione seria e che con lei era stato solo un passatempo, la donna lo uccide. Verrà arrestata, processata e condannata.

## Produzione
La pellicola è un tipico melodramma sentimentale strappalacrime (filone cinematografico molto in voga in quel periodo tra il pubblico italiano, poi rinominato dalla critica con il termine neorealismo d'appendice), che però si differenzia da altri titoli analoghi in quanto amalgamato con venature neorealistico-poliziesche, in quanto ispirato a un fatto di cronaca nera realmente accaduto all'epoca.
Il film venne iscritto al Pubblico registro cinematografico della S.I.A.E. con il n. 988. Ebbe il visto di censura n. 11.182 del 29 dicembre 1951.

## Distribuzione
Il film venne distribuito nelle sale cinematografiche italiane il 4 gennaio del 1952.

## Altri tecnici
- Arredatore: Franco Fontana
- Aiuto regista: Giorgio Capitani